# Kelly Smith
Kelly Smith MBE (Watford, 29 de outubro de 1978) é uma ex-futebolista inglesa que atuava como atacante. Anunciou o fim da sua carreira no dia 11 de julho de 2017.

## Carreira
Kelly Smith integrou o elenco da Seleção Britânica de Futebol Feminino, nas Olimpíadas de 2012.